# Arthur V. Johnson

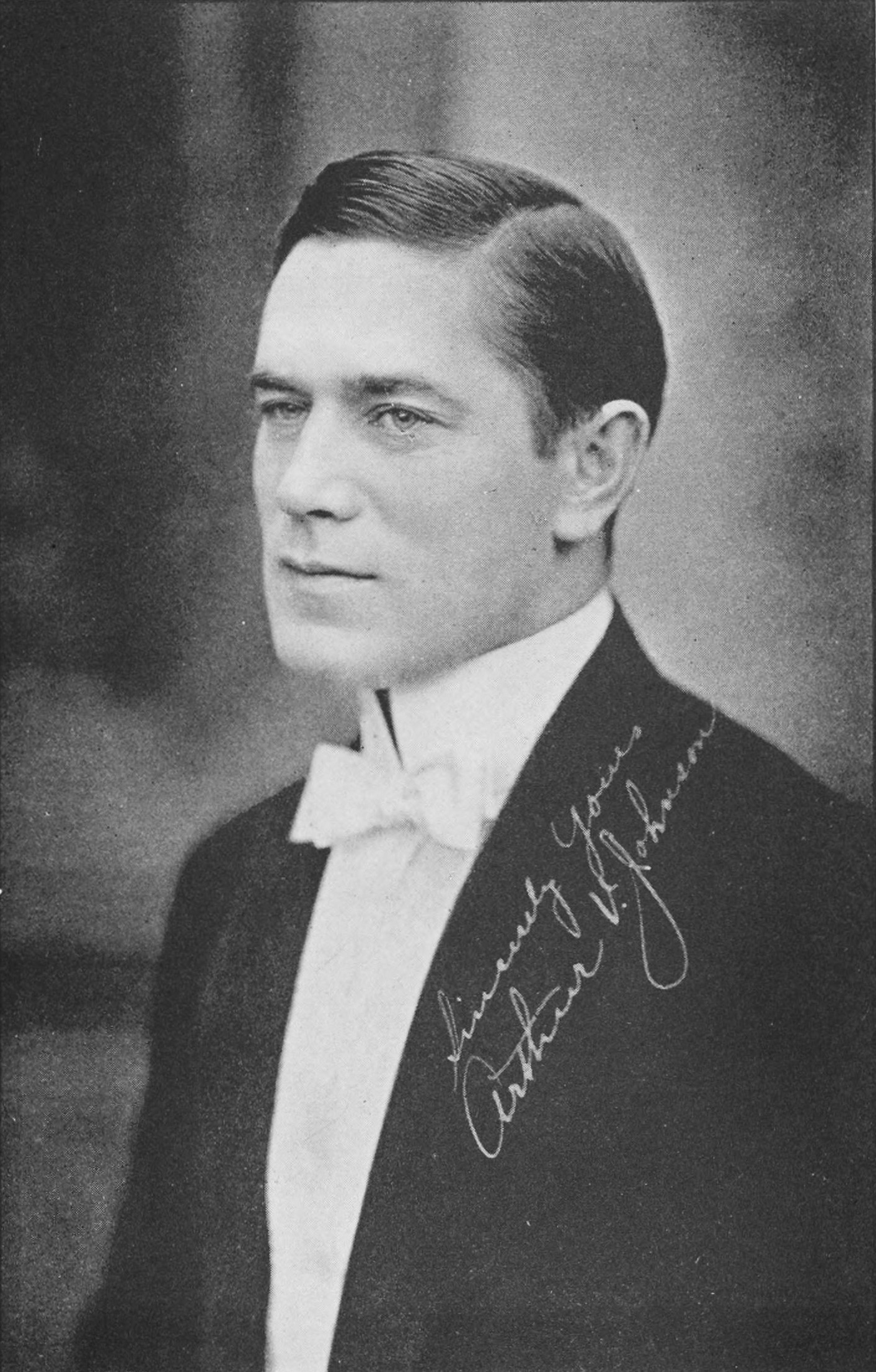
Arthur V. Johnson

Arthur Vaughen Johnson (* 2. Februar 1876 in Cincinnati, Ohio; † 17. Januar 1916 in Philadelphia, Pennsylvania) war ein US-amerikanischer Schauspieler und Stummfilmregisseur.

## Leben und Karriere
Arthur V. Johnson wurde als Sohn eines Pfarrers geboren und wollte schon früh Schauspieler werden, doch sperrte sein Vater sich dagegen. Mit 18 Jahren rannte er von zu Hause fort und schloss sich einer Schauspieltruppe an. Seine erste Rolle war der Tybalt in Shakespeares Drama Romeo und Julia. Als Theaterschauspieler hatte Johnson in der Folgezeit ordentlichen, aber keinen bahnbrechenden Erfolg. Schon 1905 begann Johnson für die Edison Manufacturing Company als Filmdarsteller zu arbeiten, so trat er im zehnminütigen Kurzfilm The White Caps unter Regie des Pioniers Edwin S. Porter auf. Mit seinem guten Aussehen übernahm Johnson Hauptrollen in zahlreichen Kurzfilmen. Im Jahre 1908 wechselte er zu den Biograph Studios und lernte den zu diesem Zeitpunkt noch unbekannten Regisseur David Wark Griffith kennen. In Griffiths Regiedebüt The Adventures of Dollie spielte Johnson die Hauptrolle.
Arthur Johnson galt als Griffiths Lieblingsdarsteller und spielte so Hauptrollen in zahlreichen Kurzfilmen des Regisseurs, der mit seinen innovativen Filmtechniken die Entwicklung des Filmes vorantrieb. Im Jahre 1910 kam es allerdings zur bitteren Trennung zwischen den beiden, als Johnson selbst Regie führen wollte, was Griffith aber ablehnte. Der mittlerweile als Filmschauspieler bekannt gewordene Johnson wechselte zu den Lubin Manufacturing Company nach Philadelphia, wo er Hauptrollen spielte und zugesichert bekam, selbst Regie führen zu dürfen. Er drehte unter anderem eine Reihe höchst erfolgreicher Filme mit Florence Lawrence, von denen allerdings die meisten heute unauffindbar sind. Einen seiner größten Erfolge hatte er 1914 mit dem Film The Beloved Adventurer. Schon bald darauf machten sich jedoch Zeichen der Überarbeitung bei Johnson bemerkbar, der im Zeitraum zwischen 1908 und 1915 fast 330 Filme gedreht hatte. Seine Gesundheit nahm darunter einen solchen Schaden, dass er sich 1915 von der Schauspielerei zurückziehen musste. Im selben Jahr verließ ihn auch seine zweite Ehefrau Florence Hackett, die aus einer früheren Ehe Mutter von Albert Hackett war. Bald darauf erlitt er einen Nervenzusammenbruch.
Arthur Johnson starb am 17. Januar 1916, rund zwei Wochen vor seinem 40. Geburtstag, an den Folgen einer Tuberkulose-Erkrankung.

## Filmografie (Auswahl)
- 1908: The Adventures of Dollie
- 1908: The Bandit’s Waterloo
- 1909: Der Weizenkönig (A Corner in Wheat)
- 1909: Those Awful Hats
- 1909: A Burglar’s Mistake
- 1909: A New Trick
- 1909: The Gibson Goddess
- 1909: The Prussian Spy
- 1909: A Fool’s Revenge
- 1909: The Roue’s Heart
- 1909: Edgar Allan Poe
- 1909: And a Little Child Shall Lead Them
- 1909: The Deception
- 1909: Leather Stocking
- 1909: Lucky Jim
- 1909: Nursing a Viper
- 1909: Resurrection
- 1910: In Old California
- 1910: The Unchanging Sea
- 1912: Shall Never Hunger
- 1914: The Beloved Adventurer
- 1915: The Last Rose